# Korail Cycling Team
Das Korail Cycling Team ist ein südkoreanisches Radsportteam mit Sitz in Daejeon.
Die Mannschaft wurde 2014 gegründet und nimmt als Continental Team an den UCI Continental Circuits teil. Manager sind Joo Ki-hoon und Cho Keon-haeng.

## Platzierungen in UCI-Ranglisten
UCI Asia Tour
| Saison | Mannschaftswertung | Fahrerwertung        |
| ------ | ------------------ | -------------------- |
| 2014   | 55.                | Jang Kyung-gu (88.)  |
| 2015   | 68.                | Jang Kyung-gu (244.) |
| 2016   | 61.                | Jang Kyung-gu (217.) |